# Córdoba (argentinská provincie)
Córdoba je provincie, která leží v centrální části Argentiny severně od její geografického středu, nazývá se proto i srdce Argentiny. Córdoba patří k nejhustěji zalidněným a hospodářsky nejdůležitějším částem Argentiny. Její hlavní město se též jmenuje Córdoba a je hospodářsky druhým nejvýznamnějším městem země.
Córdoba hraničí na severu s provincií Santiago del Estero, na východě s provincií Santa Fé,na jihovýchodě s Buenos Aires, na jihu s provincií La Pampa, na jihovýchodě s provincií San Luis, na západě s provincií La Rioja a na severozápadě s provincií Catamarca.

## Departementy
Seznam depatementů provincie Córdoba jejich hlavních měst:
1. Calamuchita (San Agustín)
2. Capital (Córdoba)
3. Colón (Jesús María)
4. Cruz del Eje (Cruz del Eje)
5. General Roca (Villa Huidobro)
6. General San Martín (Villa María)
7. Ischilín (Deán Funes)
8. Juárez Celman (La Carlota)
9. Marcos Juárez (Marcos Juárez)
10. Minas (San Carlos Minas)
11. Pocho (Salsacate)
12. Presidente Roque Saénz Peña (Laboulaye)
13. Punilla (Cosquín)
14. Río Cuarto (Río Cuarto)
15. Río Primero (Santa Rosa de Río Primero)
16. Río Seco (Villa de María)
17. Rio Segundo (Villa del Rosario)
18. San Alberto (Villa Cura Brochero)
19. San Javier (Villa Dolores)
20. San Justo (San Francisco)
21. Santa María (Alta Gracia)
22. Sobremonte (San Francisco del Chañar)
23. Tercero Arriba (Oliva)
24. Totoralm (Villa del Totoral)
25. Tulumba (Villa Tulumba)
26. Unión (Bell Ville)